# Malangali
Malangali è una circoscrizione mista (mixed ward) della Tanzania situata nel distretto di Mufindi, regione di Iringa. Conta una popolazione di 5 849 abitanti (censimento 2012).